# Bundeswehrkrankenhaus Detmold
Das Bundeswehrkrankenhaus Detmold war eines von ehemals 15 Bundeswehrkrankenhäusern, existierte als Dienststelle von 1957 bis 1993 und befand sich an der Heldmannstraße im Ortsteil Detmold-Nord. Es besaß seinerzeit die größte HNO-Abteilung aller Bundeswehrkrankenhäuser.

## Geschichte

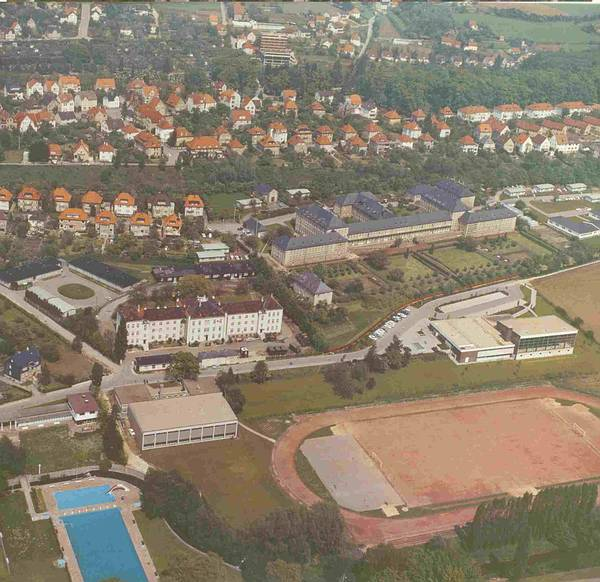
Bundeswehrkrankenhaus Detmold mit der später als Bundeswehrapotheke genutzten Werre-Kaserne (helles Gebäude vorne links) und dem Gebäude der Sanitätsschülerkompanie (flaches Gebäude rechts), Luftbild von Süden 1969

Das Bundeswehrkrankenhaus wurde von 1936 bis 1938 als Standortlazarett für die damalige Wehrmacht errichtet, und zwar direkt neben der seinerzeit als Werre-Kaserne genutzten Strafvollzugsanstalt in der parallel verlaufenden Georg-Weerth-Straße. Während des Zweiten Weltkrieges diente die Liegenschaft des späteren Bundeswehrkrankenhauses als Reservelazarett. Nach Kriegsende wurde es von dem damals neu gegründeten Landesverband Lippe, der es als Landeskrankenhaus II nutzte, übernommen. 1954 übergab der Landesverband seine Krankenhäuser an den damaligen Landkreis Detmold, wobei das Lazarett Zweigstelle des Kreiskrankenhauses wurde. Im Jahr 1957 erhielt zunächst der Ostteil des Hauses die Freigabe für die Nutzung durch die Bundeswehr bis dann im Jahr 1968 das Gesamtgebäude Heldmanstraße an die Bundeswehr übergeben wurde. Am 14. Oktober 1981 erfolgte die Einweihung der zwischenzeitlich als Flüchtlingslager genutzten und 1977 von den britischen Streitkräften freigegebenen Werre-Kaserne als Bundeswehrapotheke, die auch räumlich in die Liegenschaft des Bundeswehrkrankenhauses eingegliedert wurde.
Anfang der 1990er Jahre fiel im Rahmen der Truppenreduzierung die Entscheidung, das Bundeswehrkrankenhaus Detmold zugunsten des Bundeswehrkrankenhauses Hamm aufzugeben. Das Bundeswehrkrankenhaus Detmold wurde im Rahmen der Einnahme der Organisationsstruktur „ZSanDBw 370“ zum 1. November 1993 aufgelöst. Die ehemalige Bundeswehrapotheke in der Georg-Weerth-Straße 18 wurde veräußert und wird jetzt von der Abteilung Pharmazietechnik der Technischen Hochschule OWL genutzt.

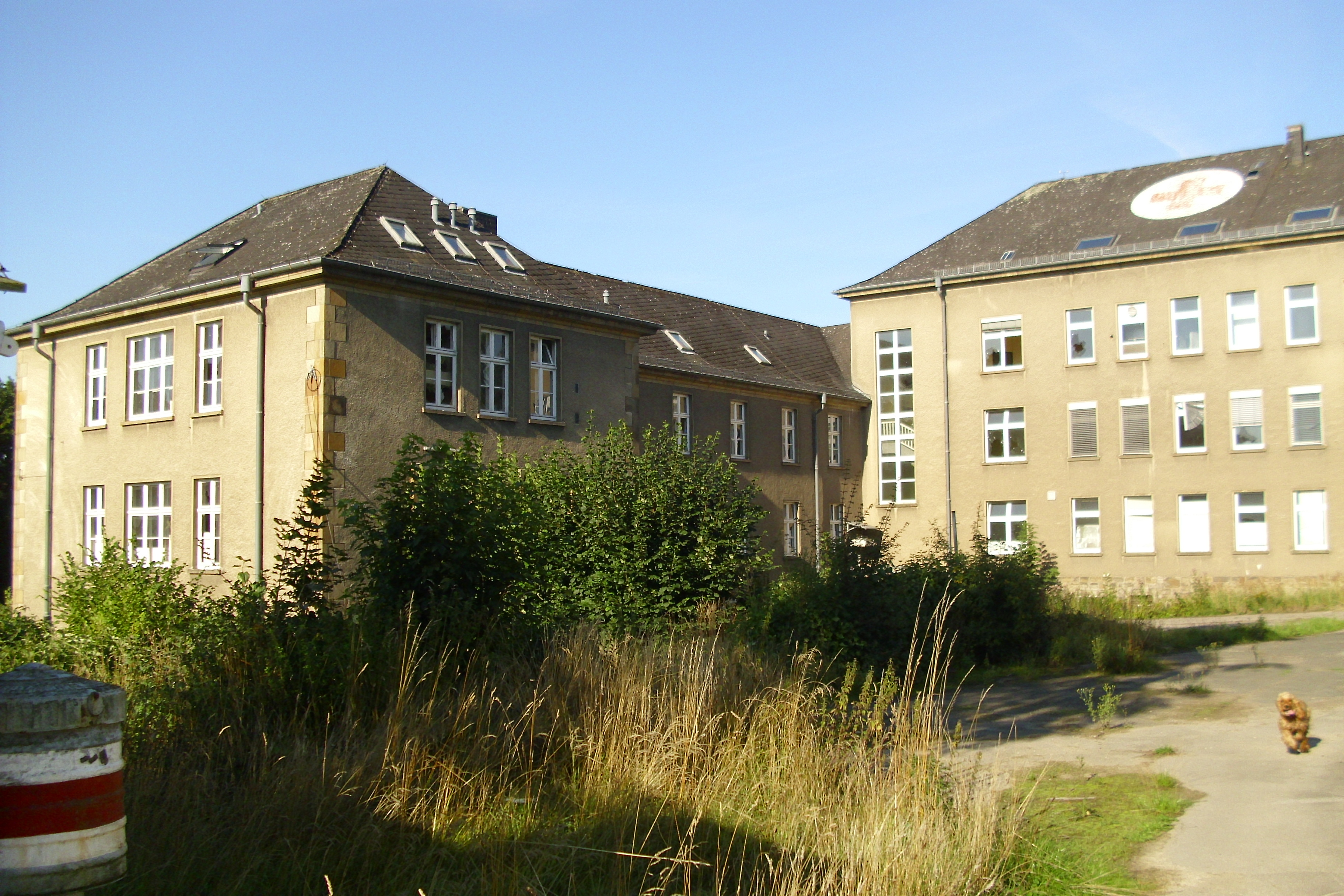
Ostflügel des ehemaligen BWK, Aufnahme von Nordosten aus dem Jahr 2010

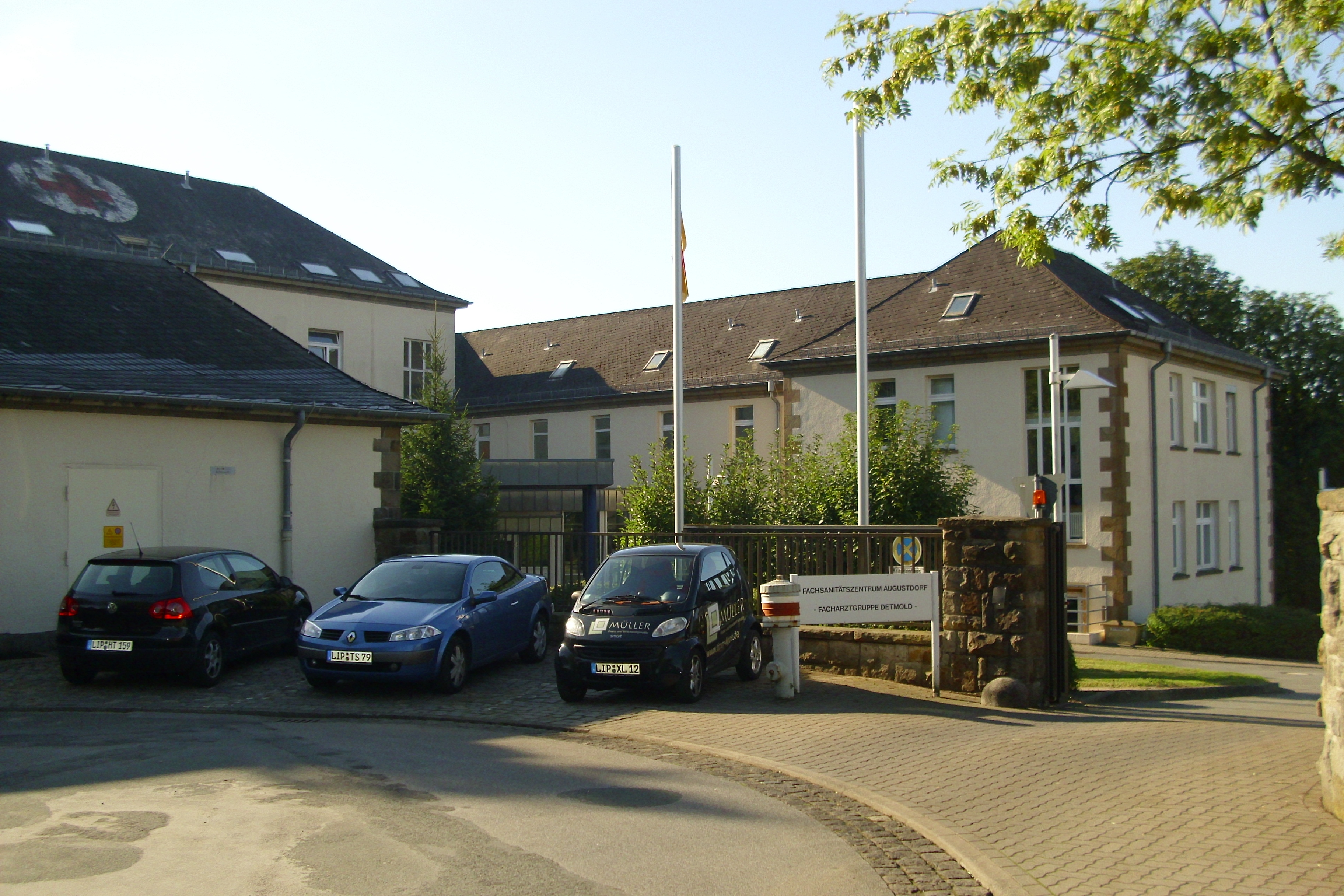
Westflügel des ehemaligen BWK, Aufnahme von Nordwesten aus dem Jahr 2010

Mittelteil und Ostflügel des Krankenhaushauptgebäudes, sowie das Verwaltungsgebäude und das Unterkunftsgebäude waren zwischenzeitlich für eine Folgenutzung durch andere Dienststellen der Bundeswehr vorgesehen (VBK 35, KWEA Detmold), die jedoch zwischenzeitlich aufgelöst wurden. Außerdem war die Nutzung als Psychiatrie bzw. als Teil der Detmolder Hochschule für Musik geplant. Diese Vorhaben wurden nicht realisiert.
Die Gebäudeteile wurden sporadisch von der Bundeswehr, Polizei und THW als Übungsgelände genutzt. Im Jahr 2014 wurden Mittelteil und Ostflügel abgerissen zugunsten des Appartmentbauprojekts „Werreterrassen“ (s. u.).
Es verblieben in dem rund 30 % des Hauptgebäudes umfassenden Westflügel vier ambulante Facharztgruppen (Dermatologie, HNO und Augenheilkunde, Chirurgie und Orthopädie) sowie Physiotherapie, eine Röntgenabteilung und ein Labor. Sie wurden zu einem neu gegründeten Facharztzentrum der Bundeswehr zusammengefasst, welches bis zur Schließung des Bundeswehrkrankenhauses Hamm als dessen Außenstelle fungierte, und anschließend als Teileinheit in das Fachsanitätszentrum Augustdorf überführt wurde. Heute umfasst das Leistungsspektrum der als Facharztgruppe des Fachsanitätszentrum Augustdorf bezeichneten Dienststelle fachärztliche Untersuchungen in den Bereichen Innere Medizin, Dermatologie, Augenheilkunde und Chirurgie/Orthopädie sowie eine Physiotherapie und eine Röntgenabteilung. Auch das Ärztehaus zwischen Hauptgebäude und ehemaliger Bundeswehrapotheke verblieb noch in Nutzung, und zwar als Unterkunftsgebäude. Die genutzten Gebäudeteile wurden 1998 saniert und unterscheiden sich seither deutlich von dem nicht mehr genutzten Bereich. Im Rahmen der Konzentration von Bundeswehrdienststellen auf Großstandorte war zunächst geplant, die Facharztgruppe 2011 nach Augustdorf zu verlagern. Dies wurde jedoch nicht umgesetzt, so dass der derzeitige Zustand bis auf weiteres fortbesteht. Die Gebäudereinigung für das Gebäude wurde mit einer Laufzeit von 2010 bis 2014 ausgeschrieben.
Im Juni 2013 wurde bekannt, dass der Detmolder Unternehmer Horst Wortmann das komplette Gelände gekauft hatte mit dem Ziel, darauf Wohnhäuser unter dem Titel „Werreterrassen“ zu errichten. Die meisten dieser Häuser sind Mitte 2021 fertiggestellt bzw. im Bau.

## Wappen
Das Wappen entsprach im Wesentlichen dem des Kreises Lippe und zeigte in Silber (weiß) eine rote fünfblätterige Rose mit goldenen (gelben) Kelchblättern (siehe Lippische Rose), allerdings in der für Verbandsabzeichen der Bundeswehr typischen spätgotischen Form. Der goldene (gelbe) Butzen der Lippischen Rose war durch das Logo des Zentralen Sanitätsdienstes der Bundeswehr ersetzt. Außerdem war die links dargestellte Abwandlung des Wappens um den Schriftzug „Detmold Bundeswehr-Krankenhaus“ ergänzt.

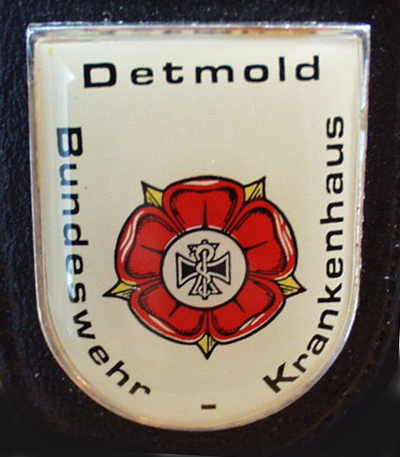
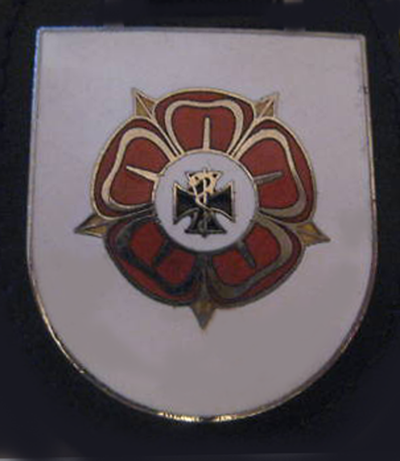

## Chefärzte
| Nr. | Name                           | Beginn der Verwendung | Ende der Verwendung | Dienstgrad    |
| --- | ------------------------------ | --------------------- | ------------------- | ------------- |
| 1   | Zollenkopf                     | Juli 1957             | September 1957      | Oberstabsarzt |
| 2   | Karnuth                        | Oktober 1957          | September 1959      | Oberfeldarzt  |
| 3   | Ansorge                        | Oktober 1959          | März 1962           | Oberstarzt    |
| 4   | Kawan                          | April 1962            | März 1963           | Oberfeldarzt  |
| 5   | Johann-Friedrich von der Heide | April 1963            | September 1973      | Oberstarzt    |
| 6   | Kurt Schmahl                   | Oktober 1973          | März 1974           | Oberstarzt    |
| 7   | Bodo Ahmling                   | April 1974            | September 1980      | Oberstarzt    |
| 8   | Björn Mirow                    | Oktober 1980          | März 1986           | Oberstarzt    |
| 9   | Heinz-Peter Weibel             | April 1986            | November 1993       | Oberstarzt    |